# Chandrapura
Chandrapura è una suddivisione dell'India, classificata come census town, di 22.389 abitanti, situata nel distretto di Bokaro, nello stato federato del Jharkhand. In base al numero di abitanti la città rientra nella classe III (da 20.000 a 49.999 persone).

## Geografia fisica
La città è situata a 23° 44' 44 N e 86° 07' 21 E.

## Società

### Evoluzione demografica
Al censimento del 2001 la popolazione di Chandrapura assommava a 22.389 persone, delle quali 12.202 maschi e 10.187 femmine. I bambini di età inferiore o uguale ai sei anni assommavano a 2.896, dei quali 1.529 maschi e 1.367 femmine. Infine, coloro che erano in grado di saper almeno leggere e scrivere erano 15.868, dei quali 9.548 maschi e 6.320 femmine.